# Levice
Levice (în germană Lewenz, în maghiară Léva) este un oraș din Slovacia cu 37.025 locuitori.

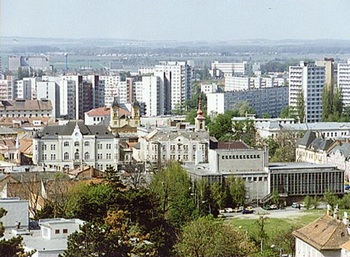
Levice

## Demografie
| An:                | 1994   | 2004   | 2014   | 2024    |
| ------------------ | ------ | ------ | ------ | ------- |
| Număr de persoane: | 36.176 | 36.310 | 33.977 | 30.556  |
| Diferență:         |        | +0,37% | −6,42% | −10,06% |

| An:                | 2023   | 2024   |
| ------------------ | ------ | ------ |
| Număr de persoane: | 30.823 | 30.556 |
| Diferență:         |        | −0,86% |